# Велики Новгород
Велики Новгород (рус. Великий Новгород; познат и као Новгород Велики, рус. Новгород Великий; раније само Новгород, рус. Новгород) град је на северозападу европског дела Руске Федерације. Налази се у централним деловима Новгородске области чији је уједно и административни центар, на обалама реке Волхов (отоке језера Иљмењ).
Подручје око града Новгорода се сматра једним од језгара првобитне руске државе, а оснивачем града сматра се варјашки војсковођа Рјурик, зачетник династије Рјуриковича (још 862. године). Новгород се већ 859. године, у Софијском летопису, спомиње као центар Новгородске земље. Средњовековна Новгородска република која је на врхунцу своје моћи обухватала готово целокупно подручје данашње северозападне Русије сматра се првом демократском словенском земљом којом је управљало изабрано веће. Једина је то средњовековна руска земља коју никада нису окупирале монголско-татарске хорде. Током целог средњег века град Новгород је био један од најважнијих културних и политичких центара руских земаља. Све до 1478. био је познат под именом Господин Велики Новгород. Од 1944. и оснивања Новгородске области, град Новгород је уједно и њен административни центар. Године 2009. градске власти су службено обележиле 1150. годишњицу од оснивања града.
Историјски споменици Новгорода и околине који се налазе у самом средишту града на подручју Новгородског кремља од 1992. године налазе се на Унесковој листи светске баштине. Од октобра 2008. носи једно од најважнијих руских признања, титулу Града војничке славе.
Градска територија обухвата површину од 90,08 km², а на том подручју је према проценама националне статистичке службе Русије за 2014. живео 219.971 становник, или око трећина од укупне популације Новгородске области. Према броју становника Новгород се налази на 90. месту у Русији.

## Географија и положај
Град Велики Новгород налази се у северозападном делу Руске Федерације, у области простране Источноевропске равнице, односно у њеној микроцелини Прииљмењској депресији. Смештен је у централним деловима Новгородске области, на обалама реке Волхов (део басена језера Ладоге и реке Неве) која уједно полови градску територију на источни и западни део, на око 6 км низводно од њеног истока из језера Иљмењ. Источни делови града излазе на обале Малог Волховца, највећег природног рукавца реке Волхов. Средишњи део града где се налази и централно утврђење Новгородски кремљ лежи на надморској висини од 25 m, док висина постепено опада идући ка северу, односно ка југу према језеру Иљмењ. Приобалн подручје уз језеро налази се на надморским висинама од 18 m и карактеристично је по бројним мочварним подручјима где се налазе значајна лежишта тресета. Град је са свих страна окружен густим шумама (углавном бреста).
Град се налази на око 552 километра северозападно од главног града земље Москве, односно на око 200 километара југоисточно од Санкт Петербурга. На југу градска територија обухвата археолошки локалитет Рјуриково городишче и средњовековни Јурјев манастир, док се на југозападу простире до варошице Панковке. Петнаестак километара од строгог центра града налази се градски рејон Кречевици који је уједно и најсевернија тачка градског подручја (насеље је до 2004. егзистирало као засебна урбана целина). Градско подручје је са свих страна окружено територијом Новгородског рејона, највеће општинске јединице Новгородске области. Укупна површина градске територије је 90,08 km².
Град је подељен на две целине, на историјско језгро и ново насеље које се развило ван древних градских зидина. Стари део града је подељен на Софијску страну која је име добила по цркви Свете Софије, а која се налази на левој облаи Волхова, док се на десној обали налазило средњовековно трговачко и финансијско средиште. Највећи део новог дела града налази се уз леву обалу Волхова.

### Клима
Велики Новгород лежи у зони умереноконтиненталне климе подложне маритимним утицајима са оближњег Балтичког мора са запада и оштре континенталне климе са истока (Кепенова класификација климата DfB). Овај тип климе на том подручју карактеришу доста хладне зиме са интензивним снежним покривачем, те умерено топла и влажна лета. Зимски период године траје од октобра до почетка априла, а просечне температуре у том делу године се крећу у вредностима од око –10°C (нису ретки дани са температурама испод –24 °C, посебно током јануара и фебруара који су и најхладнији месеци). Почетком априла долази до постепеног повећања температура ваздуха и топљења снежног покривача. Лета су умерено топла са просечним јулским температурама ваздуха од око +17,5 °C. Просечна годишња температура износи +4,3 °C.
Годишња сума падавина има вредност од око 561 мм, а највише падавина се излучи током јула и августа који су уједно и најкишовитији месеци, са просечно око 71 мм, док се најмање падавина свега 23 мм излучи током фебруара месеца. Влажност ваздуха је доста висока током целе године.
| Клима Великог Новгорода     | Клима Великог Новгорода | Клима Великог Новгорода | Клима Великог Новгорода | Клима Великог Новгорода | Клима Великог Новгорода | Клима Великог Новгорода | Клима Великог Новгорода | Клима Великог Новгорода | Клима Великог Новгорода | Клима Великог Новгорода | Клима Великог Новгорода | Клима Великог Новгорода | Клима Великог Новгорода |
| Показатељ \ Месец           | .Јан.                   | .Феб.                   | .Мар.                   | .Апр.                   | .Мај.                   | .Јун.                   | .Јул.                   | .Авг.                   | .Сеп.                   | .Окт.                   | .Нов.                   | .Дец.                   | .Год.                   |
| --------------------------- | ----------------------- | ----------------------- | ----------------------- | ----------------------- | ----------------------- | ----------------------- | ----------------------- | ----------------------- | ----------------------- | ----------------------- | ----------------------- | ----------------------- | ----------------------- |
| Апсолутни максимум, °C (°F) | 6 (43)                  | 6 (43)                  | 13 (55)                 | 26 (79)                 | 29 (84)                 | 32 (90)                 | 34 (93)                 | 34 (93)                 | 29 (84)                 | 22 (72)                 | 13 (55)                 | 10 (50)                 | 34 (93)                 |
| Средњи максимум, °C (°F)    | −6 (21)                 | −5 (23)                 | 0 (32)                  | 8 (46)                  | 17 (63)                 | 21 (70)                 | 22 (72)                 | 21 (70)                 | 15 (59)                 | 8 (46)                  | 1 (34)                  | −3 (27)                 | 8,3 (46,9)              |
| Просек, °C (°F)             | −9,2 (15,4)             | −8,2 (17,2)             | −3,3 (26,1)             | 3,7 (38,7)              | 11,6 (52,9)             | 15,7 (60,3)             | 17,3 (63,1)             | 15,5 (59,9)             | 10,3 (50,5)             | 5,0 (41)                | −0,8 (30,6)             | −5,9 (21,4)             | 4,3 (39,7)              |
| Средњи минимум, °C (°F)     | −12 (10)                | −12 (10)                | −7 (19)                 | 0 (32)                  | 7 (45)                  | 10 (50)                 | 12 (54)                 | 11 (52)                 | 7 (45)                  | 2 (36)                  | −3 (27)                 | −9 (16)                 | 0,5 (32,9)              |
| Апсолутни минимум, °C (°F)  | −45 (−49)               | −39 (−38)               | −32 (−26)               | −24 (−11)               | −8 (18)                 | −3 (27)                 | 1 (34)                  | −2 (28)                 | −10 (14)                | −21 (−6)                | −26 (−15)               | −41 (−42)               | −45 (−49)               |
| Количина падавина, mm (in)  | 29 (11,4)               | 22 (8,7)                | 29 (11,4)               | 33 (13)                 | 37 (14,6)               | 62 (24,4)               | 71 (28)                 | 71 (28)                 | 60 (23,6)               | 51 (20,1)               | 49 (19,3)               | 36 (14,2)               | 561 (220,9)             |
| Извор: Яндекс. Погода,      |                         |                         |                         |                         |                         |                         |                         |                         |                         |                         |                         |                         |                         |

### Екологија
Највећи градски загађивачи у совјетском периоду била су индустријска постројења, а посебно хемијски комбинат „Акрон“ који је 1989. имао удео у загађености ваздуха од 55%. Данас су највећи загађивачи ваздуха издувни гасови из моторних возила. Еколошка ситуација у граду се знатно поправља из године у годину, па је тако према подацима Новгородског центра за хидрометеорологију и екологију укупна сума отпадних гасова који су испуштени у атмосферу пала са 44,6 хиљада тона колико је регистровано 2010, на 40,7 хиљада тона 2011. године. Градски хидрометеоролошки завод три пута дневно мери квалитет ваздуха у граду. Са индексом загађења ваздуха од 4,0 до 4,2 и садржајем штетних материја мањим од 3% град Велики Новгород се убраја у градове са веома ниском опасношћу од загађености ваздуха.
Са друге стране квалитет воде у реци Волхов је на веома ниском нивоу и река се сматра изузетно загађеним водотоком контаминираним великим количинама тешких метала (попут гвожђа, мангана и бакра) и органског отпада.

### Временска зона
Град Велики Новгород се, баш као и цела Новгородска област налази у временској зони која се по међународним стандардима за мерење времена означава као Московско време, односно Moscow Time Zone (MSK/MSD). У односу на координисано универзално време Московско време има вредност од УТЦ+3.

## Историја
Најважнији саобраћајни правци на подручју данашње северозападне Русије од најстаријих времена су били речни токови, и једино је рекама било могуће савладати густе шуме и непроходне мочваре. Због тога су уз обале река ницала и прва важнија насеља на том подручју.
На подручју Прииљмењске депресије су пре досељавања Словена живела бројна угро-финска племена која су се углавном бавила ловом и риболовом. Доласком Словена на том подручју интензивније почиње да се развија пољопривредна активност и трговина. Варјашки трговци су још током VIII века користили источноевропске реке као саобраћајнице за своје бродице на путу ка Византији, а прве сталне трговачке центре на том подручју оснивају почев од 750. године (данашња варошица Стараја Ладога). Век касније на око 2 километра јужније од данашњег Новгорода, на месту где река Волхов отиче из језера Иљмењ основано је насеље Холмгард (Hólmgarðr), чије рушевине су данас познате под именом Рјуриково городишче (рус. Рюриково городище). Археолози претпостављају да је управо Холмгард био претеча данашњег Новгорода и средиште трговачког и политичког живота тог подручја током целог IX и X века. У прилог томе иде и чињеница да на подручју Новгородског кремља нису пронађени археолошки артефакти који би доказали постојање саме тврђаве у периоду од пре X века. Отуда и словенски назив за данашњи град Новгород или Нови град, док се за стару тврђаву након градње новог утврђења усталио назив Городишче, назив који означава старо утврђење. Према подацима из Повести минулих лета градњу Холмгардског замка започео је варјашки књаз Рјурик, вероватно у периоду 859–862. године. Холмгард је на тај начин постао претеча Новгородског кремља који је саграђен вероватно 1044. године. Међутим Никоновски летопис из XVI века помиње 859. као годину смрти „новгородског господара Гостомисла који господарише словенима Иљмењским“. То значи да је насеље знатно старије, а тачан податак о његовом настанку не постоји, иако се зна да су најраније миграцијске струје Словена на прииљмењско подручје стизале још током V века. Ипатијевски летопис помиње управо Словене који су дошли са обала Дунава као осниваче града (иако датуми у самом летопису нису поуздани).
Арапски извори из X века помињу три велика центра руског народа: Славију (Новгород), Кујабу (Кијев) и Артанију (чији локалитет није јасан). Византијски цар Константин Порфирогенит у свом De administrando imperio 949. године помиње Новгород, односно Немогард (Νεμογαρδάς), и то је уједно најстарији страни спис који први помиње тај град.
Методама дендрохронологије старост првобитних градских мостова процењена је на период око 930. године. На месту где су пронађени дрвени остаци мостова културни слој је дебљине до 30 центиментара, а између осталих су пронађени и предмети чије време настанка може да се односи и на период пре VIII века.
Према неким лингвистичким студијама термин Холмгард у слободном преводу означава „групу насеља која су током поводња изложена поплавама“, што наводи на закључак да је Холмгард обухватао више насеља која су била распрострањена на подручју савременог Новгорода, а чије седиште се налазило у Рјуриковом городишћу. Касније је политичко средиште пресељено у Новгородски кремљ, док је Рјуриково городишче остало резиденцијом књажева. Према другим верзијама Холмгард у преводу означава град на острву, док га немачки извори наводе под именом Острогард.

### Оснивање града и период владавине кијевских књажева
Велики Новгород се сматра једним од најстаријих градова на подручју данашње Русије, а први пут се помиње 859. године као утврђење којим је владао варјашки књаз Рјурик, оснивач прве источнословенске државе Новгородске Русије. Рјурик је градом владао од 862. до 879. године. У оквирима Кијевске Русије Новгород је по значају био одмах после Кијева, и претпоставља се да је у граду у то време живело више од 10 хиљада људи.
Велики кијевски књаз Свјатослав I је као владара Новгорода именовао свог старијег сина Владимира I, док је на место владара Кијева постављен Јарополк I Кијевски. Четири године након Свјатославове смрти 972. године долази до сукоба међу браћом за превласт, а као резултат тог сукоба Владимир губи власт над Новгородом и бежи у Скандинавију. Године 980. Владимир је успешно преузео кијевски трон, а неколико година касније увео је православно хришћанство као званичну религију. Његов син Јарослав Мудри (владао 1016—1054) који је био познат као велики покровитељ науке и уметности саградио је прве цркве на тлу Новгорода. Биле су то дрвена црква посвећена Светој Софији (данас Софијски сабор) и храм посвећен светима Јоакиму и Ани. Како су током борби за кијевски престо након смрти Владимира Великог новгородски књазови отворено подржавали Јарослава Мудрог, његовим доласком на власт сам град и градска елита су умногоме профитирали, а захваљујући јаким трговачким везама створена је племићка основа из које ће настати бољарска класа.
Књаз Јарослав је током посете граду 1030. године наредио да се 300 деце, старијих особа и свештеника специјално обучи за даље ширење писмености међу обичним становништвом. Новгород је тако уз Константинопољ постао једини град у средњовековној Европи у којем писмени људи нису потицали само из слоја племства и свештенства, већ је и обичан народ умео да пише и чита.
Друштвена структура средњовековног Новгорода се састојала од три слоја: богати трговци, банкари и земљопоседници били су на челу града, обични трговци су били представници средњег слоја док су занатлије и радници припадали нижим класама.
Развојем писмености долази и до великог замаха у развоју културе. У граду су живели и деловали неки од најпознатијих иконописаца тог времена попут Теофана Грка и Андреја Рубљова. Године 1056. по поруџби тадашњег новгородског књаза монах Григорије је написао Остромирово јеванђеље, један од најстаријих и најбоље очуваних рукописа старословенске, односно староруске књижевности из средине XI века. Рукопис је био украшен корицама с драгим камењем, а од 1806. се чува у Руској националној библиотеци. Археолошким истраживањима откривено је преко хиљаду старих списа писаних на брезовој кори на којима се налазе прецизни описи уобичајеног живота средњовековног Новгорода (већина списа је откривена током археолошких ископавања 1951. године).

### Новгородска република 1136 — 1478.
Побуна која је у граду избила 1136. између бољара са једне и врховног књаза са друге стране резултирала је знатним смањењем права и обавеза градског књаза, укинута је кнежевина, а формирана Новгородска република. Књаз је управљао једино војском, док су животом у граду управљали бирани посадници који су уједно били и директни посредници између грађана и књаза. Кнежева резиденција премештена је из Новгородског кремља у некадашње Городишче. Народно веће, које се окупљало по старословенској традицији, било је највиши политички ауторитет у републици. Ово веће је бирало посаднике, војсковође, а од 1156. и архиепископе. Састојало се углавном од бољара. Архиепископ је имао врховну извршну власт и био је најбогатији феудални господар у Новгороду, са највише земље и највише прихода. Ове надлежности су му пренели кијевски кнежеви. Поред тога, архиепископ је управљао државном благајном, спољним пословима и казненом политиком. У политичком животу Новгородске републике учествовали су и обични трговци и занатлије. Они су стварали удружења која се могу сматрати претечама политичких партија. Новгородска епархија је 1165. прерасла у ранг архиепископије.
У време владавине Александра Невског (владао Новгородом од 1228. до 1259) град Новгород постаје најважнијим седиштем свих руских земаља. Почев са Александром Невским сви будући новгородски велики књажеви су бирани међу владарима Владимир-Суздаљске кнежевине. Некадашњи град-држава је са почетих око 30.000 km² проширио своју територију за више од 1,5 милиона квадратних километара ка истоку до Урала, и ка југу до Црног мора поставши тако једна од највећих средњовековних држава у Европи. Током XIV века урбано градско подручје је захватало територију од око 400 хектара, док је територија унутар градских зидина заузимала око 11 хектара. Број становника је са око 50.000 са краја XIII века порастао на преко 80.000 почетком XV века, чиме је Новгород прерастао и у то доба водеће немачке градове попут Либека, Келна и Нирнберга.
У то време Новгород је важио за један од најзначајнијих трговачких центара на истоку Европе и представљао је важну трговачку спону између истока и запада. Градске власти су развијале блиске трговачке односе са члановима Ханзеатског савеза који је у Новгороду имао властиту трговачку испоставу (контор). Новгородски трговци су прве контакте са немачким трговцима из Либека успоставили на Готланду средином XII века, а прва ханзеатска трговачка испостава у Новгороду подигнута је 1192. године под именом Петерхоф. У оквиру петерхофског контора постојала је и католичка црква посвећена Светом Петру, по којој је и добила име, али и бројне друге стамбене и трговачке јединице. Из Новгорода се ка западу трговало углавном крзном, воском, медом и дрветом, док су са друге стране увожени углавном готови производи попут вина, пива, текстила, стакла, оружја, соли, сребра, зачина, тропског воћа и стоке. Већ у XIV веку чланови Ханзеатског савеза су имали искључиви монопол у трговини са Новгородом. Међутим током XV века Новгород постепено губит трговачки значај, а трговина се све више сели у приморске градове Ливоније. Са друге стране трговина са Византијом на југу је била нароччито интензивна у перииоду између X и XIII века.
Под утицајем трговине са западним градовима Новгород је још током XIII века постао један од првих центара за производњу кованог новца на територији Русије (заједно са псковом). У крупним трговачким пословима користиле су се сребрне полуге тежине 205 грама (такозване хривне), док су се у мањим трговачким облицима користили мањи сребрњаци који су се звали рубље. Властити новац Новгород почиње да кује након 1420. године.

### Новгород у границама јединствене руске државе
Након неколико ратова против Московске кнежевине у периоду између 1456. и 1478. новгородска држава је доживела велики привредни и политички пад, што је довело и до коначног престанка постојања независне Новгородске републике (15. јануара 1478. новгородски бољари су прихватили врховну власт московског књаза Ивана III Васиљевича). Велики део новгородске бољарске властеле напустио је град. Књаз Иван III је због неких несугласица са немачким трговцима у Талину 1494. затворио ханзеатски контор у Новгороду и конфисковао његову целокупну имовину. Нешто касније Новгороду су враћена нека права, а најзначајније бенефиције су биле право на ковање властитог новца и вођење спољне политике у односу на суседне државе.
Године 1508. у граду је избила епидемија куге која је према трећем Новгородском летопису однела преко 15.000 људских живота. Нешто касније исте године, источни, трговачки део града на десној обали Волхова захватио је велики пожар, у којем је смртно страдало 3.315 особа. Да би се обновила градска привреда књаз Василиј III Иванович је граду доделио одређене бенефиције, а 1514. Новгород је повратио право да наплаћује порезе на својој територији, као и да се самостално бави пословима спољне трговине.
Војска Ивана Грозног је у зиму 1569/1570. упала у град под изговором да се спречи могућа издаја коју су градске власти спремале. У догађају који је постао познат као Новгородски погром, током 6 недеља војска Ивана Грозног је у потпуности порушила град, сва црквена, манастирска и трговачка имовина је заплењена, а побијено је више хиљада становника града (према проценама око 27.000 од укупно 35.000 становника је побијено).
Током периода Смутних времена шведска војска напала је и опколила град 16. јула 1611, а опсада Швеђана окончана је 9 дана касније, 25. јула потписивањем договора којим је шведски краљ проглашен за покровитеља руске државе, а његов син Карл Филип постављен на место новгородског великог књаза. Новгород је на тај начин постао протекторат шведске круне. Сталне тежње Швеђана да Новгород и околину и формално присаједине остатку Шведске довеле су до рата који је окончан 27. фебруара 1617. потписивањем Столповског мировног споразума и враћањем Новгорода у границе руске државе. Током шведске окупације град је доживео велика разарања, спаљено је више од половине грађевина, а због глади и бројних епидемија преживело је свега 527 становника. Током наредних деценија економска и политичка ситуација у граду је била јако тешка, а све учесталије незадовољство локалног становништва кулминирало је 1650. подизањем устанка против владавине цара Алексеја Михајловича. Тадашњи новгородски митрополит Никон подржавао је царску власт и претио бунтовницима анатемисањем и искључењем из цркве. Када је Никон две године касније постављен на место московског патријарха, у Новгороду је дошло до побуне која је касније резултирала расколом у Руској православној цркви.
Након тешког пораза руских трупа предвођених Петром Великим од стране Швеђана у бици код Нарве, на самом почетку Великог северног рата (30. новембар 1700), Новгород је силно утврђен да би се спречило даље напредовање Швеђана ка унутрашњости. Новгород је на тај начин постао једно од најважнијих руских војничких утврђења у западном делу земље, а његове трупе су одиграле важну улогу у Полтавској бици 28. јуна 1709. чија последица је био коначни пораз шведске армије.
Након градње нове престонице Санкт Петербурга 1703. године, Новгород постепено почиње да губи како на привредном тако и наполитичком значају и да се претвара у провинцијску варошицу.
Петар Велики је крајем 1708. извршио административну реформу поделивши земљу на 8 губернија. Свака од губернија је била подељена на провинције, а оне пак на дистрикте. Град Новгород је сходно тој подели постао седиштем једне од једанаест провинција које су ушле у састав Санктпетербуршке губерније.

#### Новгородска губернија
Године 1727. успостављена је Новгородска губернија као једна од административних јединица тадашње Руске Империје, са седиштем управо у Новгороду. Императорка Катарина II је 1764. поставила Јакова Сиверса на место генералног губернатора Новгородске губерније. На Сиверсову иницијативу у граду почињу да се спроводе обимни радови на обнови и унапређењу градске инфраструктуре. Већ 1778. усвојене је нови генерални план града, обнављају се старе и подижу нове грађевине, реконструисани су хотел и владичански двор, отворена нова гимназија и друге административне зграде. Преко Волхова је саграђен нови камени мост. За свега неколико година Новгород поново постаје један од најважнијих царских градова у Русији.
У првој половини XIX века Новгород постаје важно војничко средиште, а готово целокупна привредна активност у том периоду сводила се на војску и трговину. У исто то време индустријска производња у граду готово да није ни постојала, а деловало је свега 12, углавном мањих занатских радионица. Према подацима из 1875. од укупно 17.384 становника колико је живело у граду, готово трећину чинили су војна лица и чиновнички кадар, а најбројнији су били припадници племства и свештенства (укупно 3.829 људи). Исте године на подручју града су деловала 4 манастира, 37 цркви и 13 капелица. Неретко су у том периоду у граду боравили и радили и неки од тадашњих највећих руских „умова“ попут Александра Херцена, познатог руског филозофа и књижевника који је деловао у Новгороду у периоду 1841–1842. године (истовремено је Херцен саветовао и новгородског губернатора).
Године 1862. Новгород је био место централне прославе у част хиљадите годишњице оснивања прве руске државе. У ту част је на централном градском тргу постављена скулптура вајара Михаила Микешина, симболично названа Хиљадугодишња Русија (рус. Тысячелетие России). Током трајања прославе Новгород је на неки начин био званична престоница Руске Империје.
Дана 14. априла 1917. године у граду је формиран Новгородски губернијски раднички совјет који је у јеку Октобарске револуције исте године и службено прихватио врховну Совјетски власт.
Године 1927. Новгородска губернија је укинута и инкорпорирана у састав новоосноване Лењинградске области. Новгород је постао административним седиштем Новгородског округа, административне јединице унутар Лењинградске области која је постојала свега две године. Губитак статуса губернијског центра негативно се одразио на градску привреду, финансијска помоћ из Москве је сведена на минимум, планови о развоју индустрије нису постојали, те је Новгород поново постао провинцијским центром на периферији.

### Други светски рат и оснивање Новгородске области
Током Другог светског рата град је био окупиран од стране јединица Вермахта, а окупација је трајала од 15. августа 1941. до 20. јануара 1944. године. Током фашистичке окупације Новгород је доживео страховита разарања, а готово у целости су уништени бројни средњовековни споменици у самом граду и околини. Детаљан опис живота у граду током окупације описао је историчар Борис Коваљов у монографији „Свакодневни живот грађана Русије током нацистичке окупације“ (рус. Повседневная жизнь населения России в период нацистской оккупации).
Комисија која је непосредно после ослобођења града пописивала ниво разарања проценила је штету у граду на укупно 11 милијарди тадашњих рубаља. Од преко 2.500 грађевина у граду окупацију је преживело свега њих четрдесетак.
Одлуком Президијума Врховног совјета Совјетског Савеза од 5. јула 1944. године успостављена је Новгородска област са седиштем у граду Новгороду који добија статус града обласне субординације. Претварање града у обласни центар позитивно се одразило на његов привредни опоравак, а одлуком националних власти од 1. новембра 1945. Новгород је уврштен на листу 15 совјетских градова чија обнова је представљала један од најважнијих националних приоритета. Посебно се велика пажња посвећивала обнови уништених културноисторијских споменика. Један од првих споменика који је комплетно рестауриран био је локалитет Хиљадугодишња Русија који је свечано откривен већ 5. новембра 1944. године.
Генерални план комплетне реконструкције града направио је тим водећих архитеката тог времена предвођених Алексејом Шчусевим (план обнове је усвојио Савет министара Руске СФСР 22. децембра 1945). Међутим у будућим годинама умногоме се одступало од тог плана приликом градње, а нарочито је то било видљиво у строгом центру старог града где су никле бројне модерне вишеспратнице и индустријски објекти чиме је знатно нарушена његова историјска особеност. Након уклањања бројних рушевина из периода нацистичке окупације на неки начин је „ослобођена територија“ за детаљнија археолошка истраживања везана за градску прошлост, и управо из тог периода спочетка 1950-их година датирају неки од најважнијих археолошких проналазака везаних за овај град. Један од најважнијих археолошких достигнућа било је откриће првог списа на брезовој кори који је откривен 26. јула 1951. године. Археолошка истраживања у граду активна су и током данашњих дана.
Обнова највећег дела културноисторијских споменика обављена је у периоду између 1950-их и 1970-их, а град је у у то време постао један од најважнијих совјетских, а самим тим и светских туристичких центара. Паралелно са обновом историјских локалитета подизана су и индустријска предузећа, тако да је већ 1953. године индустријска производња у Новгороду и околини премашила предратни ниво. Године 1967. са радом је почео велики хемијски комбинат који је за кратко време постао једним од најважнијих привредних објеката у граду. Саграђени су и потпуно нови стамбени комплекси у северном и западном градском рејону.
Одлуком Президијума Врховног совјета Совјетског Савеза од 23. јуна 1983. град Новгород и његови становници су одликовани Орденом црвене заставе за рад (рус. Орден Трудового Красного Знамени), као признање за свеобухватан привредни и културни препород града и велику жртву у борби за ослобођење.

### Новгород данас
Одлуком Унеска од 1992. године Историјски споменици Новгорода и околине су као историјски локалитет од изузетне важности уврштени на листу светске баштине.
Одлуком Председника Руске Федерације од 11. јуна 1999. град Новгород је преименован у град Велики Новгород, а старим градским улицама у самом срцу града су враћени њихови историјски називи.
Велики Новгород је у три наврата, 2003, 2006. и 2007. захваљујући великом напретку у развоју финансијског сектора, понео национално признање „Златна рубља“ у категорији „Пословна престоница Северозападног федералног округа“.
Као признање за велики допринос у борбама за слободу града и отаџбине, председник РФ Дмитриј Медведев доделио је Великом Новгороду 28. октобра 2008. године плакету са титулом Града војничке славе, а у знак сећања на тај догађај у граду је 8. маја 2010. откривена спомен стела (обелиск са баррељефима везаним за градску историју).
Службена прослава 1150. годишњице од оснивања града одржана је у периоду 19–22. септембра 2009, а такође су у периоду 21—23. септембра 2012. одржане бројне манифестације у оквирима прославе 1150. година руске државе.
Велики Новгород је 1993. постао првим руским градом са пуноправним чланством у међународној организацији Нова Ханза (рус. Новая Ганза) која окупља градове и општине који су били делом некадашње средњовековне Ханзеатске лиге. Циљ удружења је развијање интензивнијих културних, образовних, спортских и трговачких веза међу градовима члановима. Новгород је тако био центар 29. Ханзеатских дана Нове Ханзе (рус. «XXIX Ганзейские дни Нового времени») који су се одржавали од 18. до 21. јуна 2009. године.
- Председник РФ Дмитриј Медведев уручује градоначелнику Новгорода Јурију Бобришову плакету са титулом Града војничке славе (8. децембар 2008)
- Новгородска стела – церемонија откривања споменика 2012.
- Поштанска маркица Пошта Русије посвећена 1150. годишњици оснивања Новгорода

## Демографија
Према подацима са пописа становништва 2010. у граду је живело 218.717 становника, док је према проценама националне статистичке службе за 2014. град имао 219.971 становника. У етничком погледу најбројнији су Руси који чине око 95% градске популације, док најбројнију мањину представљају Украјинци који чине 1,4% градске популације.
| 1897.  | 1939.  | 1959.  | 1970.   | 1979.   | 1989.   | 2002.   | 2010.   | 2014.   |
| ------ | ------ | ------ | ------- | ------- | ------- | ------- | ------- | ------- |
| 25.736 | 39.758 | 60.669 | 127.944 | 186.003 | 229.126 | 223.263 | 218.717 | 219.971 |

## Политички систем
Град Велики Новгород је административни центар Новгородске области у чијим границама егзистира као засебан градски округ, односно као град обласне субординације и у истом је административном рангу као и општински рејони. У граду се уједно налазе и органи власти Новгородског општинског рејона (у чији састав сам град не улази). Укупна површина градске територије је 90,08 km².
Градом управља градоначелник који је уједно и најважнији орган извршне власти, а његова задужења дефинисана су чланом 33 Устава градског округа Великог Новгорода. Градоначелник се бира на директним изборима на којима право гласа имају једино резиденти градског округа, а мандат градоначелника траје 4 године. Актуелни градоначелник Великог Новгорода је Јуриј Бобришев који је на ту функцију реизабран на локалним изборима одржаним 8. септембра 2013. године.
Најважније представничко и законодавно тело у граду је Градска дума градског округа Великог Новгорода чија задужења су дефинисана су чланом 4 Устава градског округа Великог Новгорода. Састав градске думе одређује се путем директних локалних избора, а сазив се бира на период од 5 година. Сваки сазив градске думе чини 30 депутата (посланика), а од тог броја њих 15 су особе које су на изборима добиле највећи број гласова, док преосталих 15 места одређују стране у зависности од изборног резултата.

### Градски симболи
Законом утврђени симболи града су градски грб и градска застава.
Тренутна верзија градске заставе градског округа Велики Новгород усвојена је на седници градске Думе одржаној 24. новембра 2010. и уврштена је у национални хералдички регистар Руске Федерације под бројем 6683. Градска застава је двобојница правоугаоног облика у пропорцији 3:5 са белим пољем у горњем и плавим пољем у доњем делу заставе (у односу поља од 2:1). У централном делу заставе налази се градски грб. Однос ширине и дужине заставе је у омјеру 1,5:2,5. Прва градска застава усвојена је на седници градског већа 14. априла 1994. године.
Актуелни грб града Великог Новгорода утврђен је на седници градског већа 24. новембра 2010. године. Грб је у форми француског четвороугаоног штита са шиљатом основом. У доњем делу штита који чини 25% грба на плавом пољу које симболизује реку Волхов налазе се два пара риба једни насупрот других (симбол трговине и речног богатства). У горњем делу штита који је беле боје налази се позлаћени трон новгородских владара који придржавају два црна медведа. На трону се налази црвени јастук чија боја симболизује зидове Новгородског кремља, трокраки златни свећњак са три сребрне свеће у горњем делу и у централном делу укрштеним позлаћеним скиптром са крстом на врху и крстом. Први званични новгородски грб установљен је указом императорке Катарине Велике од 27. августа 1781. године и на основу њега је усвојена и званична актуелна верзија грба.

## Привреда
Привреда Великог Новгорода одликује се стабилним растом и чини око 80% од укупног бруто-националног дохотка Новгородске области. Године 2012. укупан БДП Великог Новгорода износио је 97,1 милијарду рубаља. Најстабилнији извор прихода, како Великог Новгорода тако и целе Новгородске области је индустријски сектор, а удео градске индустријске производње у укупној индустријској производњи области је преко 60%.
Најразвијенија је прерађивачку индустрију која чини око 90% укупне индустријске производње у граду, док преосталих 10% отпада на производњу електричне енергије, гаса и прераду воде. Најдоминантније гране индустрије су хемијска индустрија која чини преко 50% индустријске производње, а за њом следе прехрамбена (20%), индустрија целулозе и папира (8%), металургија, прерада дрвета, те производња електричне енергије и електронске опреме.
Велики Новгород је седиште једне од највећих компанија за производњу вештачких ђубрива на свету — „Акрон групе“. Немачка компанија Пфајдерер, специјализована за производњу дрвених материјала, имала је од 2006. своју творницу у Великом Новгороду, коју је пак 2012. преузела шведска ИКЕА (Swedspan).
На око 14 километара северно од града 1968. у погон је пуштена турбина Новгородске термоелектране капацитета 361 мегават електричне, односно 488 килокалорија топлотне енергије. Као погонско гориво електрана углавном користи природни гас. Ова електрана обезбеђује око 70% свих потреба за електричном енергијом у Новгородској области.
Туризам као привредна делатност је упркос великим потенцијалима доста слабо развијен, а град у просеку годишње посети око 250.000 углавном домаћих туриста.

### Саобраћај
Велики Новгород је најважније саобраћајно средиште у целој Новгородској области. Преко националног аутопута „Росија“ (Е105 М10) град је повезан са Москвом и Санкт Петербургом, магистралом А116 је повезан са Псковом на западу, односно са Лугом преко регионалног друма Р47. Да би се растеретио друмски саобраћај преко града, године 1981. саграђена је обилазница на аутопуту Росија, а деценију касније саграђене су и обилазнице на друмским правцима ка Луги и Пскову. Нагло повећање броја путничких возила на новгородским улицама у последњих неколико година често доводи до саобраћајних гужви, посебно у централним градским улицама. Да би се уже градско језгро растеретило сувишног саобраћаја генералним планом града од 2009. планирано је измештање неких саобраћајница, градња нових булевара на периферији, те изградња трећег саобраћајног моста преко реке Волхов (градња би требало да буде окончана крајем 2015. године).
Најважнија јавна превозна средства у граду су аутобуси, тролејбуси и такси службе. Тролејбусни саобраћајни систем који сачињава укупно 5 градских линија успостављен је тек 1995. године (била је то уједно и прва тролејбусна мрежа у Русији саграђена после распада Совјетског Савеза).
Новгородска железничка станица отворена је 18. маја 1871. године на траси Октобарске железнице која повезује Москву са Санкт Петербургом. Први километри железничке пруге од Новгорода ишли су ка Чудову (првобитна дужина трасе била је 73 километра). Линија је касније продужена до Стараје Русе 1878. године, при чему је њена дужина достигла 95 километара. Током Првог светског рата целокупна пруга је реконструисана и некадашња ускотрачна пруга претворена је у пругу нормалног колосека ширине 1.524 милиметра. Године 1917. саграђена је пружна деоница ка Батецкију, а иста деоница је неколико година касније продужена до Луге. Отварањем железничке трасе између Новгорода и Павловска 1926. године Новгород је по први пут директно повезан са тадашњим Лењинградом. Током Другог светског рата железничка деоница између Новгорода и Стараје Русе је потпуно девастирана и више никада није обновљена. Године 1991. године извршена је електрификација на деоници ка Чудову. Град је железнички директно повезан са Москвом (ноћни воз), Санкт Петербургом и другим важним градовима северозапада Русије попут Пскова, Твера и Мурманска.
Захваљујући трговачком саобраћају који се од најранијих времена одвијао преко Волхова, Новгород је од свог постанка био један од најзначајнијих трговачких центара руских земаља. Значај Новгорода као речног саобраћајног средишта нарочито је порастао након градње Вишњеволочког хидросистема током XVIII века, сложеног пловног пута којим су повезани токови река Волге и Неве. Речни саобраћај почиње да губи на снази након градње железничких и друмских саобраћајница, нарочито током XX века. Новгородска речна лука се данас користи углавном у туристичке сврхе, за мања крстарења Волховом и Иљмењом.
Велики Новгород је један од ретких регионалних центара у Русији који нема властити цивилни аеродром. Некадашњи цивилни аеродром „Јурјево“ затворен је због нерентабилности 2004. године, а асфалтна аеродромска писта дужине 1.320 m данас се користи углавном за ауто-мото трке. Аеродром Јурјево налази се на око 4 километра западно од града, саграђен је 1962. године и у совјетско време са њега су одржаване редовне авионске линије са Минском, Лењинградом, Москвом, Кијевом, Ригом и Краснодаром. Дана 22. октобра 1975. авион Јак-40 компаније Аерофлот који је летео на релацији Сиктивкар–Рига забио се у стамбену зграду на тадашњем булевару Карла Маркса недалеко од аеродрома, и том приликом страдало је 11 људи (6 путника авиона и 5 станара зграде). Након те несреће почели су да се праве планви о измештању аеродрома са те локације пошто је близина високих грађевина онемогућавала безбедно слетање и полетање ваздухоплова.
На око 11 километара северно од града налазио се војни аеродром „Кречевици“ (отворен још 1927. године). У току су радови на претварању аеродрома Кречевици у цивилни аеродром.

## Архитектура и градске знаменитости
У зависности од историјског периода у ком су градске грађевине настајале, Новгородска ерхитектура се може поделити на 4 периода:
- архитектура древног Новгорода — обухвата период између оснивања града у IX веку па до основања Новгородске републике;
- империјална руска архитектура — период од средине XV века до Октобарске револуције 1917. године;
- совјетска архитектура — период између 1917. и 1991. године и
- постсовјетска архитектонска ера — након 1991. године.

### Архитектура древног Новгорода и Новгородске републике
Најстарије грађевине у граду датирају из периода средњег века, односно из периода настанка самог града током IX века. У архитектонско-планерном смислу за тај период је карактеристично раздвајање стамбених од занатских и трговачких делова града. Најважнији део града било је централно градско утврђење, Новгородски кремљ који је подигнут вероватно 1044. године. Насељено подручје ван самог кремља у то време често је називано „Спољашњим градом“, а најстарија сачувана световна грађевина из тог подручја је Алексејевска кула саграђена током XVI века.
До интензивније градње стамбених објеката у граду долази у периоду XII—XV века захваљујући наглом развоју трговине и занатских делатности у граду. Првобитне стамбене грађевине чиниле су мање куће грађене од дрвета, окружене имањима и међусобно повезана макадамским путевима. На сваком крају града налазило се по неколико стамбених имања која су се називала крајевима (рус. концы), а који су међусобно били раздвојени обично празним земљиштем. Средњовековни град је био подељен на 5 крајева, Неревски, Загородски и Људински уз леву и Славенски и Плотницки крај уз десну обалу Волхова. На том празном земљишту уз путеве су касније обично подизане цркве. Како се град ширио тако су се продужавали и градски путеви који су касније прерастали у праве градске улице.
Поред кремља најзнаменитија грађевина из периода пре формирања Новгородске републике је Софијски сабор, саборни храм грађен у периоду 1045–1050. године. Насупрот кремља налазио се Јарослављев суд и трговачки трг, а у оквиру трга налазио се и саборни храм Светог Николе (Николо-Дворищенский собор, саграђен 1113) који је након 1136. године постао централним храмом градског већа. На истом подручју су неколико година касније саграђени Георгијевски сабор (1119) и Антонијев манастир (грађен у периоду 1117–1119).
Након оснивања Новгородске републике 1136. године ењзиденција градских књажева је премештена у оближње Рјуриково городишче, а самим књажевима као световним господарима је забрањено подизање црквених задужбина унутар гранива града. Последња таква грађевина подигнута пре забране била је Црква светог Спаса на Нередици коју је 1198. подигао велики књаз Јарослав Владимирович.
У периоду постојања Новгородске републике долази до процвата градитељске делатности у граду, при чему је формирана специфична новгородска градитељска школа. Архитектонску основу из тог периода чиниле су једнокуполне црквене грађевине мањих димензија са богатим енетеријерским иконописом. Градњу цркава финансирали су обични грађани, трговци, па често и сами трговачки еснафи. Једна од таквих цркава била је Црква светог Јована на Опокаху која је саграђена средствима Ивановог еснафа који се бавио трговином медом и воском. Грађевинска активност је привремено готово у потпуности прекинута у другој половини XIII века, али је убрзо настављена. Како је јачао трговачки утицај и значај Новгорода, градске цркве, а посебно оне у подручју Јарослављевог дворишча су често градиле складишта за робу у подрумима. Верски објекти су једини били грађени од чврстог материјала, док су стамбени објекти, занатске радионице и трговине биле грађене од дрвета, због чега су често биле подложне пожарима. Улице су биле поплочане каменим плочама, а за потребе водоснабдевања био је изграђен и дрвени аквадукт.
У градитељству XIV и XV века приметан је и знатнији утицај западноевропских градитељских традиција. Тако су на цркви Фјодора Стратилата на Ручју приметни елементи романике, односно готике на Владичанском двору унутар кремља.
- Софијски сабор
- Алексејевска кула
- Црква на Нередици

### Градска архитектура од средине XV до почетка XX века
Након што је Иван III Васиљевић присајединио Новгород Московској књажевини и створио јединствену руску државу, Новгород постаје један од најважнијих одбрамбених центара на северозападу тадашње руске државе. Самим тим то је и период у којем се у архитектонском смислу више пажње почиње посвећивати утврђивању града и градњи војничких објеката. У периоду 1484—1490. године у целости је реконструисан градски кремљ, зидови су издигнути и утврђени црвеном циглом, а дозидане су и стражарске куле. У том периоду је Новгородски кремљ добио свој садашњи изглед.
У граду и околини поново почињу да се граде бројна црквена здања чији ктитори су углавном били локални књазови, али и цареви. Године 1557. по налогу Ивана Грозног саграђена је црква Никите Мученика, а током 1560-их и Клопски саборни храм.
Крајем XVII века у трговачком крају града саграђен је хотел чији једини живући остатак данас представља Воротнаја башња. У периоду 1682—1688. године саграђен је Знамењски сабор, саборна црква изграђена у архитектонском стилу у то време типичном за Москву.
Од почетка XVIII века у градитељству Новгорода почињу да се примењују урбанистички принципи које је Петар Велики усвојио приликом градње Санкт Петербурга. Године 1778. усвојен је и генерални урбанистички план града. Сходно урбанистичком плану на Софијској страни град је наставио да се шири у полукружном облику око кремља, док су трговачки део карактерисале правоугаоне градске четврти. По налогу Катарине Велике 1771. године саграђен је Путнички двор, једна од бројних луксузних грађевина на путу између Москве и Санкт Петербурга која је служила као одмаралиште за припаднике царске породице и друге чланове високог друштва. Крајем XVIII века унутар зидина кремља саграђени су луксузни апартмани.
Велика пажња се посвећивала и уређивањима прилазних путева граду, посебно из правца Москве, Петрограда и Пскова. На сваком од улаза у град подизани су контролни пунктови, а један од архитектонски најзначајнијих таквих пунктова је стражарница на Петербуршкој капији, саграђена 1834. године и једина која је сачувана до данашњих дана.
Почетком 20-их година XIX века на месту некадашњих одбрамбених кула које је саградио Иван Грозни у подножју кремља саграђен је велики парк површине 22 хектара (данас највећи градски парк – Новгородски Кремљовски парк). Године 1828. урађен је пројекат за главни градски трг – Софијски трг на којем су се одржавале (а одржавају се и данас) разне градске манифестације. На Софијском тргу је 1851. по пројекту архитекте Андреја Штакеншнејдера саграђена племићка скупштина која је након Другог светског рата претворена у музеј ликовних уметности.
Године 1862. саграђен је један од најчувенијих симбола данашњег града, споменик Хиљадугодшња Русија (рус. Тысячелетие России).

### Новгородска совјетска архитектура
Једина значајнија грађевина саграђена на подручју града између два светска рата био је споменик Владимиру Иличу Лењину на Деветојануарском тргу (раније Софијски трг), првобитно подигнут 7. новембра 1926. године (споменик је уништен током Другог светског рата и поново постављен 1955. године).
Током Другог светског рата град је доживео велика разарања и велики број његових историјских грађевина је неповратно уништен. Некадашњи грандиозни Јарослављев суд је готово потпуно уништен, преостале су само појединачне аркаде, а подручје је претворено у зелену површину. Приликом градње нових грађевина често су се комбиновали различити стилови – стилови италијанске ренесансе, руског класицизма и традиционалног руског градитељства. Све је то често доводило до потпуног архитектонског хаоса у граду, а поједине грађевине својим изгедом потпуно су одударале од остатка градске архитектуре. Типичан пример таквог хаотичног архитектонског правца је зграда Новгородског драмског позоришта саграђена 1987. године, али и споменик Новгородски Победник саграђен 1974. у јужном делу Кремљовског парка (посвећен победи над фашизмом).

## Култура
Најстарија културна установа у граду је Новгородско драмско позориште које је са радом почело још 1825. године када је и службено отворена прва драмска сцена у граду. Првобитно позориште налазило се на Софијском тргу, објекат је био саграђен од дрвета због чега је био подложан честим пожарима. Иако су постојали планови да се крајем XIX века сагради позоришна кућа од чврстог материјала са салом од 700 места, они никада нису реализовани. Позоришна зграда коначно је у потпуности изгорела непосредно после Октобарске револуције и више никада није обновљена, а позориште је премештено у владичански двор архиепископа Арсенија у Новгородском кремљу. Године 1918. добило је назив Позориште Октобарске револуције, а од 1934. и Лењинградска обласна мала драмска сцена. Савремена позоришна грађевина саграђена је 1987. године, а од 1997. носи име чувеног руског писца Фјодора Михајловича Достојевског (две године касније добија статус академског театра).
Занимљиво је да се испред позоришне грађевине налазио и бетонско-челични стуб висине 42 метра, често називан и „торњем самоубица“ због чињенице да је велики број људи извршио самоубиство управо скоком са овог торња. Како је торањ физиономски тотално одударао од остатка грађевине, а постојала је и опасност од његовог урушавања торањ је у потпуности уклоњен у јануару 2009. године.
Године 1990. основано је омладинско позориште Малиј.
У граду делују два биоскопа: „Новгород“ и „Киноцентар“, сваки са по три савремено опремљене биоскопске сале.
Новгородска филхармонија основана је 1944. године, а на садашњем локалитету налази се од 1987. године (унутар зидина градског кремља). Грађевина је комплетно рестаурирана током 2009. године. Од 2011. године новгородска филхармонија носи име локалног новгородског композитора Антонија Степановича Аренског. У згради филхармоније одржавају се бројни музички догађаји, а најстарији је традиционални фестивал „Руска музика“ који се одржава сваке године почев од 1969. године. У оквиру филхармоније делује камерни оркестар, те Велики нароидни оркестар, камерни ансамбли „Трубадур“ и „Менестрељ“.
На културној мапи града посебност представља фолклорно позориште „Кудеси“, које постоји већ 20 година и које је са још десет других народно-културних позоришта из Русије добило признање Унеска „Светска баштина националне културе“. У граду се годишње одржи преко 2.700 различитих концертних активности те бројне позоришне представе.

### Централни новгородски музеј
Прва музејска установа у Новгороду основана је 1865. године као „Новгородски музеј старина при губернијском статистичком комитету“ (рус. «Новгородский музей древностей при Губернском статистическом комитете»), а његово оснивање било је у најужој вези са прославом хиљадите годишњице постојања руске државе. Један од најважнијих иницијатора оснивања музеја био је свештеник Николај Гаврилович Богословски (1824–1892) који се сматрао у то време једним од највећих познавалаца историје и традиције Новгорода и околине. Богословски је пуних 15 година прикупљао музејску грађу интензивно истражујући историју, литературу и живот обичних Новгородаца кроз историју. Била је то уједно и прва музејска институција на подручју целе области, музеј који је за кратко време постао једном од најважнијих институција те врсте у земљи.
Године 1959. музеј је реорганизован у „Новгородски музеј-резерват историје, архитектуре и уметности од националног значаја“ у чији састав су ушле све културно-историјске грађевине града Новгорода. Под садашњим именом, као Јединствени новгородски државни музеј-резерват (рус. Новгородский государственный объединённый музей-заповедник НГОМЗ) делује од 1976. године. Данас је то једна од најстаријих музејских установа на подручју Русије. У његов састав улази комплекс архитектонских споменика насталих у периоду између XI и XVII века, музеј похрањује преко 400.000 различитих покретних експоната и преко 300.000 старих списа. У оквиру музеја делује 17 посебних одељења која се баве научним и просветним активностима, те рестаураторским делатностима.
Музеј поседује 10 уникатних колекција:
- Археолошка колекција – укључује материјале до којих се дошло бројним археолошким истраживањима која се интензивно и континуирано обављају од 1932. године. Сматра се једном од најважнијих и највећих колекција средњовековних археолошких колекција у свету и има референтни карактер.[83]
- Архитектонско-археолошка колекција – сачињава је комплекс архитектонских споменика насталих у периоду XI—XVII века.
- Староруски иконописи – колекција иконописа насталих у периоду XI—XVII века, обухвата не само иконе настале у Новгородској школи иконописа, већ и оне настале у другим градовима Русије.
- Колекција старог накита из периода X—XVII века – најстарија колекција овог типа на подручју Русије која обухвата предмете декоративног карактера настале по византијском и староруском моделу.[85]
- Збирка древних рукописа и штампаних издања насталих у периоду од XII—XVIII века. У фундусу музеја се између осталих налази више од 700 рукописа из периода XI–XX века, око 1.500 књига штампаних на ћирилици од XVI до XX века (од чега 12 оригиналних примерака из XVI и 304 из XVII века), те више од 2.000 штампаних докумената везаних за свакодневни градски живот и бројне књиге на другим језицима штампане у периоду владавине Петра Великог.[84]
- Нумизматичка колекција – чини је укупно 117.695 примерака кованог и штампаног новца из периода од Х до XVII века.[86]

Музејске филијале налазе се и у Боровичима, Старој Руси, Валдају (музеј звонарске делатности основан 1995. године), Чудову и селу Кончанско Суворовко.
Једна од занимљивијих музејских поставки је етно-село Витославлици, музејски комплекс на отвореном у форми етно села посвећен традиционалној дрвеној архитектури Новгородске земље. Музеј се налази неколико километара јужније од Новгорода и отворен је 1964. године. Све грађевине које се налазе у оквиру комплекса су оригинални објекти које су на музејски локалитет пренесене из разних делова новгородске земље. Први објекат у етно селу је црква Успења Мајке Божије која је пренесена из села Курицко, а датира из 1595. године. Убрзо потом је из села Ришево пренесена и прва изба, тип дрвених кућа за становање карактеристичан за просторе Источне Европе.
На 16. сесији Генералне скуппштине Унеска одржаној 1992. године архитектонски споменици новгородског музеја укључени су на листу Унескове светске баштине. Одлуком председника Руске Федерације Бориса Јељцина од 15. јануара 1998. године Новгородски музеј је уврштен на листу објеката од изузетног националног значаја.

### Књижевност и филм
Радња неких књижевних дела је смештена у Великом Новгороду и његовој околини, и то:
- 13./14. век: Житије Светог Александра Невског (рус. Житие Александра Невского)
- 1803: „Мафија, градоначелница или потчињавање Новгорода“, новела Николаја Михајловича Карамзина
- 2010: Ендру Драмонд: . Drummond, Andrew (2010). Novgorod the Great. A Novel. Polygon. ISBN 978-1-84697-101-3.

Због очуваности својих историјских грађевина и локалитета, град пружа могућност коришћења истих као позадине за различите филмске и телевизијске пројекте. Следећи списак представља избор различитих филмова који су делом снимани у Великом Новгороду. Археолошки планови Новгорода су, такође, били полазна основа за изградњу једног дрвеног филмског сета у близини Москве.
- 1987: Portrait of the World USSR, амерички филм, са Ројем Шајдером; режија: Џон Пурди[89]
- 1997: Transit Brügge – Nowgorod. 4000 km europäische Geschichte; режија: Ула Лахауер
- 2001: DR-Explorer: Rusland, дански документарни филм (28 минута); режија: Пер Бјорн Расмусен[90]
- 2004: Novgorod, lettres du moyen âge, француски документарни филм (52 минута); режија: Марк Жамполски[91]
- 2008: 1-2-3 Moskau!, немачка телевизијска серија са Катрином Бауерфајнд; режија: Ирина Ендерс[92]

### Медији
У Великом Новгороду је смештена телевизијска станица аутономне некомерцијалне организације „Новгородска обласна телевизија“ (рус. Новгородское областное телевидение). Надаље, у граду се налази и филијала руске медијске мреже ВГТРК имена „Славја“ (рус. Славия), као и телевизијски канал „Триада“ (рус. Триада).

## Образовање и спорт
Године 1740. у оквирима Антонијевог манастира основана је богословија која је деловала све до 1917. године када је укинута, а уместо ње основан Новгородски институт за народно образовање. Институт је 1934. преобразован у Новгородски државни учитељски факултет, а 1953. у Новгородски државни педагошки факултет.
У граду је 1964. отворено одељење Лењинградског електротехничког факултета на чијим основама је 1973. настао Новгородски политехнички факултет. Године 1986. са радом је почео и Пољопривредни факултет. Све три факултета (Политехнички, Педагошки и Пољопривредни) су 1993. обједињена у Новгородски државни универзитет Јарослава Мудрог. У оквиру Универзитета који похађа преко 8.000 студената делују факултети електронике и информационих технологија, социјалног рада, медицински, педагошки, пољопривредни, економски и политехнички факултет.
Спортска активност у граду се углавном своди на аматерски и рекреативни спорт. Најважнији спортски објекти су Централна спортска дворана која је отворена 2013. и у чијем саставу се налази и 25 m базен, те ледена дворана димензија ледене површине 61×30 м.
Најпознатији новгородски спортиста је кајакашица Нина Гопова (рођена 1953), двострука светска и олимпијска победница у кајаку двоседу (са ЛОИ 1976. у Монтреалу).

## Занимљивости
- Године 1997. у оптицај је пуштена новчаница од 5 рубљи на којој су приказани мотиви града, чиме је Велики Новгород постао један од седам руских градова чије су знаменитости осликане на новчаницама националне валуте. На предњој страни новчанице су приказани Софијски сабор и споменик Хиљадугодишња Русија, док је на полеђини новчанице приказана слика дела Новгордског кремља.
- Астероид главног астероидног појаса 3799 Новгород, ког је 22. септембра 1979. открио совјетски астроном Николај Степанович Черних носи име по овом граду.[95][96]
- Велики Новгород је 2009. имао 296 улица укупне дужине 182 километра, док је у граду регистровано око 80.000 аутомобила.[97]

## Партнерски градови
Град Велики Новгород има потписане уговоре о сарадњи и партнерству са следећим градовима: